# Ким, Самуэль
Самуэль Ким Арредондо (англ. Samuel Kim Arredondo, кор. 사무엘; более известен как Самуэль, ранее Punch; род. 17 января 2002) — южнокорейский певец и актер испанского происхождения. В 2015 году дебютировал в составе недолго просуществовавшего хип-хоп-дуэта 1Punch.
В апреле 2017 года принял участие во втором сезоне реалити-шоу на выживание Production 101. В заключительном эпизоде он занял 18-е место и не смог присоединиться к проектной группе Wanna One. Через месяц после окончания шоу он начал свою сольную карьеру, выпустив свой первый мини-альбом Sixteen 2 августа. В том же году был удостоен премии Seoul Music Awards в номинации «Лучшая песня в международном сотрудничестве» за трек, записанный вместе с американским рэпером Silentó.

## Биография

### Ранняя жизнь
Самуэль родился в Лос-Анджелесе, Калифорния, в семье мексиканско-американского отца Хосе Арредондо и южнокорейской матери.

### 2012—2013: Пре-дебют
Самуэль впервые появился на публике в возрасте одиннадцати лет, в прямом эфире сериала Seventeen TV в качестве стажера Pledis Entertainment. В 2013 году он покинул агентство.

### 2015—2016: 1Punch и сотрудничество с Silentó
В 2015 году Самуэль дебютировал в составе хип-хоп дуэта под названием 1Punch (с рэпером One) в рамках сотрудничества между Brave Entertainment и D-Business Entertainment, взяв «Punch» в качестве своего сценического имени. Они дебютировали 23 января с выпуском «Turn Me Back», который является заглавным треком их альбома The Anthem. Восемь месяцев спустя, One присоединился к YG Entertainment, что привело к расформированию дуэта. Сэмюэл сотрудничал с Silentó, чтобы выпустить сингл «Spotlight» в 2016 году, за который они выиграли 26-ю Сеульскую Музыкальную Премию в номинации «Глобальное сотрудничество». Позже он присоединился к Silentó на гастролях в США.

### 2017—2019:Produce 101и соло дебют
В апреле 2017 года Самуэль принял участие во втором сезоне популярного шоу на выживание Produce 101 под собственным именем, представляя Brave Entertainment. Во время первого исключения он занял 2-е место, наконец заняв 18-е место в целом. Результат был встречен с удивлением от многих зрителей, которые ожидали, что Самуэль станет частью проекта Wanna One.
Сэмюэль дебютировал в качестве сольного исполнителя 2 августа. Его дебютный мини-альбом, Sixteen, был выпущен 2 августа, с заглавным треком «Sixteen» с участием рэпера Чанмо.
Первый полноформатный альбом Сэмюэля, Eye Candy, был выпущен 16 ноября, в общей сложности десять треков, включая ведущий сингл «Candy».
В декабре было объявлено, что Самуэл  подписал контракт с Pony Canyon для продвижения в Японии.
Самуэль официально дебютировал в Японии 7 февраля 2018 года со своим первым японским синглом «Sixteen (Japanese Ver.)». Музыкальное видео песни был выпущен 18 января.
В марте Самуэль выпустил свой второй мини-альбом One с заглавным треком «One» с участием Ильхана из BTOB.
В апреле Самуэль выпустил свой второй японский сингл «Candy (Japanese Ver.)», 16 мая. Музыкальное видео трека было выпущено 2 мая.
30 мая Самуэль выпустил переиздание альбома Teenager с участием Ли Ро Хана, который занял второе место в School Rapper Season 2.
В течение 2018 года Сэмюэл вместе с китайской певцом Чжоу Чжэн Нань сотрудничал и участвовал во втором сезоне шоу The Collaboration  от Tencent. В итоге дуэт занял первое место и выиграл конкурс.
8 июня 2019 Самуэль объявил, что он покинул Brave Entertainment и стал независимым артистом.

## Дискография

### Студийный альбом
| Название  | Детали                                                                                                   | Пиковые позиции | Продажи       |
| Название  | Детали                                                                                                   | KOR             | Продажи       |
| --------- | --- | --------------- | ------------- |
| Eye Candy | - Релиз: 16 ноября, 2017 - Лэйбл: Brave Entertainment, LOEN Entertainment - Формат: CD, digital download | 6               | - KOR: 25,153 |

### Мини-альбомы
| Название | Детали | Пиковые позиции | Продажи       |
| Название | Детали | KOR             | Продажи       |
| -------- | --- | --------------- | ------------- |
| Sixteen  | - Релиз: 2 августа, 2017 - Лэйбл: Brave Entertainment, LOEN Entertainment - Формат: CD, digital download    | 4               | - KOR: 34,386 |
| One      | - Релиз: 28 марта, 2018 - Лэйбл: Brave Entertainment, LOEN Entertainment - Формат: CD, digital download     | 8               | - KOR: 16,900 |
| One      | - Переиздание: 30 мая, 2018 (Teenager) - Лэйбл: Brave Entertainment, Kakao M - Формат: CD, digital download | 11              | - KOR: 16,900 |

## Фильмография

### Реалити-шоу
| Год  | Название                   | Телеканал | Примечания      |
| ---- | -------------------------- | --------- | --------------- |
| 2012 | Made In U                  | JTBC      | Участник        |
| 2017 | Produce 101 Season 2       | Mnet      | Участник        |
| 2017 | Leaving The Nest 2         | tvN       | Основной состав |
| 2017 | Photo People               | Naver     | Основной состав |
| 2018 | The Collaboration Season 2 | Tencent   | Участник        |

### Телесериалы
| Год       | Название        | Роль      | Телеканал  | Примечания                |
| --------- | --------------- | --------- | ---------- | ------------------------- |
| 2018      | Тетрадь Мести 2 | Со РоБин  | XtvN       | Основной актерский состав |
| 2018–2019 | Попса в школе   | An Ha-Jin | Arirang TV |                           |